# Pterotocera armeniacae
Pterotocera armeniacae là một loài bướm đêm trong họ Geometridae.